# Atar

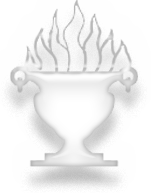
L'atar, el foc sagrat, és un concepte fonamental del zoroastrisme.

Atar (en avèstic ātar) és el concepte zoroàstric del foc sagrat, de vegades descrit en termes abstractes com a «el foc que crema i no crema» o «el foc visible i invisible» (Mirza, 1987:389).
En el zoroastrisme tardà, atar (en persa mitjà: ādar o ādur) iconogràficament s'ha associat al foc mateix, que en persa mitjà és ataksh, un dels objectes principals de simbolisme Zoroastre.